# Décès en mai 1965
Décès
- 1961
- 1962
- 1963
- 1964
- 1965
- 1966
- 1967
- 1968
- 1969

Pour une information complémentaire, voir la page d'aide.

| Date  | Nom            | Pays                   | Activités                                     | Âge | Source |
| ----- | -------------- | ---------------------- | --------------------------------------------- | --- | ------ |
| 8 mai | Wally Hardinge | Drapeau du Royaume-Uni | Joueur de cricket et de football britannique. | 79  |        |